# Stadion Bilino polje
Bilino polje je višenamjenski stadion u Zenici, u Bosni i Hercegovini. Koriste ga NK Čelik i bosanskohercegovačka nogometna reprezentacija. Kapacitet stadiona je 15.292 mjesta. Nalazi se na lijevoj obali rijeke Bosne, kraj stadiona u Kamberović parku, te pokraj ostalih športskih terena. Stadion Bilino polje engleski je tip stadiona, jer nema atletsku stazu.
Nalazi se na predjelu Bilinom polju.

## Povijest
Stadion je izgrađen i otvoren 1972. godine. Izgradnja je završena pred završnu utakmicu Srednjoeuropskog Mitropa kupa u kojoj je Čelik pobijedio Fiorentinu i drugi put zaredom osvojio ovo natjecanje. Tada je zabilježena i najveća posjećenost stadiona od 35.000 gledatelja. Svojevremeno je stadion imao kapacitet od 30.000 gledatelja, ali postavljanjem sjedalica kapacitet je smanjen oko 18.000 mjesta. U međuvremenu stadion je značajno rekonstruiran i obnovljen, te zadovoljava sve UEFA-ine i FIFA-ine kriterije za odigravanje susreta svih razina natjecanja. 
Bosanskohercegovačka nogometna reprezentacija svoju prvu utakmicu na Bilinom polju odigrala je 1995. utakmicom protiv Albanije. Utakmica je završila rezultatom 0:0. Nakon ove utakmice, Zenica je morala čekati pet godina da reprezentacija ponovno odigra svoju utakmicu na Bilinom polju. Reprezentacija BiH dugo nije bila poražena na ovom stadionu, ali je 6. rujna 2006. imala svoj prvi poraz u Zenici, i to protiv reprezentacije Mađarske, rezultatom 3:1.

## Galerija
- Istočna tribina
- Južna tribina
- Semafor na sjevernoj tribini
- Novi travnjak (postavljen u kolovozu 2012.)

## Vanjske poveznice

### Ostali projekti
|  | Zajednički poslužitelj ima još gradiva o temi Stadion Bilino polje |